# Eva Ralf
Eva Anna Maria Ralf, född 22 augusti 1923 i Stockholm, död 16 november 2007 i Djursholm, Danderyds församling, var en svensk inredningsarkitekt. Hon var dotter till tenorsångaren, professor Einar Ralf och Anna-Beth, ogift Dahl, samt syster till informationschefen Klas Ralf och grossisten och författaren Elisabeth Ralf.
Efter studentexamen 1944 var Eva Ralf elev hos Carl Malmsten. Hon var studieledare och utställningskommissarie hos Svenska slöjdföreningen (senare Svensk Form) innan hon flyttade till Storbritannien där hon var anställd hos Council of Industrial Design i London 1950–1951 och hos Finmar i samma stad 1954–1955. Hon kom tillbaka till Sverige och var designchef hos Tuppen i Norrköping 1955–1958 och Gamlestadens Göteborg 1958–1963. Hon var medarbetare hos Sveriges Radio, tidningen Idun, Vecko-Journalen och Femina, inköps- och inredningskonsult åt Åhlén & Holm och designchef hos NKR i Jönköping.
Hon inredde fartyg för Silja Line, Svea-rederiet, Scand Ferry Line, residenset i Lissabon, Byggnadsstyrelsen och Det svenska rummet för kungaparet på Solliden. Hon utbildade Ikea-personal. Mellan 1977 och 1984 drev hon en egen inredningsbutik. Eva Ralf gav ut böckerna Möbler och inredning (1958) och Välkommen hem (1985). Hon blev ordförande för Sällskapet Nya Idun 1983.
Eva Ralf gifte sig först på äldre dar, år 1995, med företagsledaren Bengt Mossberg (1919–2008). De är begravda på Djursholms begravningsplats.